# The Firm: The Album
The Firm: The Album este singurul album lansat de grupul Hip-Hop The Fim, compus din Nas, Foxy Brown, AZ si Nature. Dupa o asteptare indelungata, albumul nu a fost prea paerciat, fiind considerat "Cel mai dezamagitor album de debut al rap-ului". Cu toate acestea, albumul a vandut 650000 de copii.

## Lista melodiilor
1. "Intro" - producatori: Dr. Dre, Chris "The Glove" Taylor
2. "Firm Fiasco" - (AZ, Foxy Brown, Nas) - producatori: 	Dr. Dre, Chris "The Glove" Taylor
3. "Phone Tap Intro"
4. "Phone Tap" - (AZ, Nas, Nature) (featuring Dr. Dre) - producatori: 	Dr. Dre, Chris "The Glove" Taylor
5. "Executive Decision" - (AZ, Nas, Nature) - producatori: Curt Gowdy, Trackmasters
6. "Firm Family" - (Nature, Dr. Dre) - producator: Dr. Dre
7. "Firm All Stars" - (Foxy Brown, Pretty Boy) - producator: Trackmasters
8. "Fuck Somebody Else" - (Foxy Brown) - producatori: Dr. Dre, Chris "The Glove" Taylor
9. "Hardcore" - (Foxy Brown, Nas) - producator: Trackmasters
10. "Untouchable" - (featuring Wizard) - producatori: Dr. Dre, Mel-Man
11. "Affirmative Action"4 - (Nas, AZ, Foxy Brown, Cormega) - producatori: Dave Atkinson, Trackmasters
12. "Five Minutes to Flush"5 (Nature) - producator: Dr. Dre, Chris "The Glove" Taylor
13. "Desperados Intro"
14. "Desparados" - (Nas, Foxy Brown, AZ, Nature, Canibus) - producatori: Curt Gowdy, Trackmasters
15. "Firm Biz" - (AZ, Foxy Brown, Nas, Dawn Robinson) - producator: L.E.S.
16. "I'm Leaving" (Nature, Noreaga) - producator: Trackmasters
17. "Throw Your Guns" (AZ,Half-A-Mil) - producator: Trackmasters